# Jmenovité napětí
Jmenovité napětí je napětí, kterým je síť nebo zařízení označeno a na které se vztahují provozní charakteristiky. Jde o jednu z tzv. štítkových hodnot.

## Kategorie napětí
Jmenovité střídavé napětí v uzemněné soustavě v Česku členíme do následujících kategorií:
| kategorie | název                 | zkratka | fázové napětí, mezi fázovým vodičem a zemí | sdružené napětí, mezi fázovými vodiči | nejčastěji (sdružené) |
| --------- | --------------------- | ------- | ------------------------------------------ | ------------------------------------- | --------------------- |
| I         | malé napětí           | mn      | do 50 V včetně                             | do 50 V včetně                        | 12 V, 48 V            |
| II        | nízké napětí          | nn      | nad 50 V do 600 V včetně                   | nad 50 V do 1000 V včetně             | 400 V                 |
| A         | vysoké napětí         | vn      | nad 0,6 kV a menší než 30 kV               | nad 1 kV a menší než 52 kV            | 22 kV                 |
| B         | velmi vysoké napětí   | vvn     | od 30 kV a menší než 171 kV                | od 52 kV a menší než 300 kV           | 110 kV, 220 kV        |
| C         | zvláště vysoké napětí | zvn     | (neuvádí se)                               | od 300 kV do 800 kV včetně            | 400 kV                |
| D         | ultra vysoké napětí   | uvn     | (neuvádí se)                               | nad 800 kV                            | není provozováno      |